# Anders Ahlgren
Anders Oscar Ahlgren (Malmö, 12 februari 1888 - aldaar, 27 december 1976) was een Zweeds worstelaar, die vooral uitkwam in het Grieks-Romeins worstelen. Hij nam tweemaal deel aan de Olympische Zomerspelen, in 1912 en 1920, en won in 1912 een zilveren medaille.
Ahlgren nam in 1912 in zijn thuisland voor het eerst deel aan de Olympische Spelen. Hij won de zilveren medaille in het Grieks-Romeins worstelen in de gewichtsklasse middengewicht B. De finale was opmerkelijk omdat Ahlgren en zijn tegenstander, de Fin Ivar Böhling, het gedurende negen uur tegen elkaar opnamen, zodat er uiteindelijk een gelijkspel werd afgekondigd. De scheidsrechters weigerden een gouden medaille uit te reiken, omdat volgens hen de kampioen de wedstrijd zou gewonnen moeten hebben. Beide atleten kregen dus de tweede plaats en de zilveren medaille toegewezen. Er werd geen gouden medaille uitgereikt. 